# Benedetto Dei
Benedetto Dei (4 de marzo de 1418-28 de agosto de 1492) fue un poeta e historiador italiano. Pasó la mayor parte de su vida en Florencia, donde trabajó como edecán para los Médici, como comerciante y diplomático. 

## Biografía
Nació en Florencia el 4 de marzo de 1418. Hijo de Domenico di Deo y Tadea de Milano Salvini. Su padre de profesión orfebre, formó parte de la clase política florentina. 
Se inició en el arte de la seda y la lana alrededor de 1440 menester que le obligaba a viajar y que lo condujo a Roma donde residió como huésped en el Banco y casa de los Médici, durante la toma de poder de Niccolò Fortebraccio (1433-1434). Fue esta cercanía a los Médici la que le valió experiencia en la administración de la guerra como edecán así como viajes y relaciones políticas. 
Fue nombrado comisario en la Castellina y en Rincine en 1452 con la misión de expulsar de Florencia a Alfonso V de Aragón y a sus aliados sieneses, contienda que concluyó en 1454 con la paz de Lodi. 
En 1458 tomó parte junto con su amigo Girolamo Machiavelli en la reacción contra el golpe de Estado organizado por Luca Pitti.
En 1460 comenzaron sus innumerables viajes a través del Mediterráneo hasta la corte de Mehmed II con fines mercantiles y político-diplomáticos. Apadrinado por los Médici se convirtió en embajador del Sultán y a su regreso a Italia en 1467 trajo consigo regalos y animales exóticos para Lorenzo de Médici. 
Los objetos que traía consigo de sus viajes fueron una fuente de inspiración para su amigo, el eminente Leonardo da Vinci, quien le envió la famosa carta del Gigante, esbozo de una novela de aventuras.
Al poco tiempo viajó a París prosiguiendo su labor como explorador encomendada por los Médici y tras volver en 1471 obtuvo la conducción de la galera de la guardia de Pisa.
En 1473 elaboró su trabajo más significativo, su crónica sobre el arte florentino, la cultura y el dinero; La Crónica de los años 1400 a 1500. El libro es una exhaustiva clasificación de prácticamente todas las personalidades notables en la ciudad de la época, descripciones urbanísticas y noticias históricas. A día de hoy, sigue siendo un recurso clave en la investigación de la historia de Florencia. Dei fue un miembro relevante en varios círculos intelectuales y muchas de las cartas que intercambió con figuras prominentes de Florencia y del norte de Italia, han perdurado hasta nuestros días.
En la guerra de 1480 estuvo al servicio de Ugo de San Severino y al término de ésta, Dei viajó a Milán donde comenzó a trabajar en la corte de Ludovico el Moro. Allí comenzó a despuntar como informador político que le valió el sobrenombre de "tromba della verità" (trompeta o clarín de la verdad).
De hecho, se conoce su faceta como compilador de noticias semanales bajo el título de "nuove e d'Asia e d'Africa e d'Europe" que abastecía a diplomáticos y miembros de la corte.
Dei viajó extensamente, consiguiendo mercado para los comerciantes florentinos. Además de los viajes de negocios a Inglaterra, Alemania y Francia, Dei visitó Turquía, el Mar Negro, los Balcanes, Grecia, Bosnia, Dalmacia y África. En su crónica y cartas hace referencia asimismo, a sus visitas a Beirut, Jerusalén, Cartago, Sfax, Orán o Timbuktu entre otros.
Regresó a Florencia a la edad de 73 años, donde se le solicitó ayuda para visitar a los Bentivoglio en Bolonia. Murió en su ciudad natal el 28 de agosto de 1492 donde fue sepultado en la Basílica del Santo Spirito, en la capilla Dei. Tras el altar mayor se encuentra una efigie suya junto a los Tornabuoni y otras eminentes personalidades florentinas.

## Obra
- Dei, Benedetto (1985). La cronica dall’anno 1400 all’anno 1500. Ed. Roberto Barducci; preface by Anthony Molho. Florence: F. Papafava. ISBN 88-368-0046-7.[7]